# FLOWERS (エーデルワイスのアルバム)
『FLOWERS』（フラワーズ、正式名称：EDELWEISS Original Sound Track FLOWERS）は、PCゲーム『エーデルワイス』のサウンドトラックおよびボーカルソングを収録した2枚組のCD。

## 概要
- エーデルワイスに収録されている楽曲（主題歌、エンディング曲、ゲーム内BGM）をすべて収録した作品となっている。
- ボーカル曲についてはすべて違うアーティストが歌いあげているためコンピレーション・アルバム的なものともなっている。

## スタッフ
- 収録歌手：

milktub、NANA、UR@N、中原涼、yozuca*、YURIA、佐藤ひろ美
- 楽曲提供

作詞：milktub、桑島由一、Team N.G.X、
作曲：milktub
編曲：ms-jacky
- 参加アーティスト

Guitar：鈴木マサキ、服部ジョージ、宮崎京一
Bass：Takky-isam
Drum：斎藤たかし
Keyboard：ms-jacky
Saxophone：平沢徹也
Trumpet：高橋岳史
Trombone：高橋朋史
- プロデューサー：milktub
- A&R：斎藤滋
- 原画：片倉真二
- プロモーター：松村起代子、木戸健介、鈴木めぐみ（全てランティス）
- エグゼクティブスーパーバイザー：伊藤善之、井上俊次（全てランティス）

## 収録曲

### VOCAL DISC
1. Ashberry
作詞／桑島由一　作曲／milktub　編曲／ms-jacky　歌／NANA
  - エーデルワイス主題歌
2. 晴れた午後の日に
作詞・作曲／milktub　編曲／ms-jacky　歌／UR@N
  - 鴨池蘭エンディングテーマ
3. Remember
作詞／桑島由一 作曲／milktub　編曲／ms-jacky　歌／中原涼
  - 青空遥花エンディングテーマ
4. 祝福の歌
作詞／Team N.G.X 作曲／milktub　編曲／ms-jacky　歌／yozuca*
  - 雨宮なつめエンディングテーマ
5. HAPPY GO!!
作詞・作曲／milktub　編曲／ms-jacky　歌／milktub
  - バッドエンディングテーマ
6. AROUND THE WORLD
作詞・作曲／milktub　編曲／ms-jacky　歌／YURIA
  - 伊吹芽衣エンディングテーマ
7. エーデルワイス
作詞・作曲／milktub　編曲／ms-jacky　歌／佐藤ひろ美
  - 日向みずきエンディングテーマ
8. Ashberry off vocal
9. 晴れた午後の日に off vocal
10. Remember off vocal
11. 祝福の歌 off vocal
12. HAPPY GO!! off vocal
13. AROUND THE WORLD off vocal
14. エーデルワイス off vocal

### BGM DISC
1. 遥花のテーマ
2. みずきのテーマ
3. 蘭のテーマ
4. なつめのテーマ
5. 芽衣のテーマ
6. あこがれの詠伝航路
7. バカバッカ!
8. 隊長!上陸するであります!
9. 隊長!詠伝島が動いてるであります!
10. 隊長!詠伝島浮上であります!
11. この出会いに祝福を
12. 詠伝島へようこそ!
13. 今日は芽衣デー
14. 八神先生怖いッス
15. RAVE de Pinch
16. アイヤイヤー
17. デトロイト詠伝商店街シティー
18. 一人きりの世界
19. ハピラキ
20. 過去と秘密
21. 勃発
22. 詠伝悲哀
23. 砂のように…夢のように…
24. 夢の後
25. 最終段階
26. ATW
27. ふ・た・り
28. 咲く花、散る花
29. 手を伸ばす僕
30. さよなら
31. 信じていれば…
32. 終わらない愛はいつだって夢の話
33. 2 Much I Love You
34. which A or B?
35. この瞬間君だけを

- 作曲
  - 1-2,4-26 一番星☆光（milktub）
  - 3,27-33 ms-jacky&QUALITY
  - 34-35 藤田淳平（Elements Garden）